# We Have Come for Your Children
We Have Come for Your Children è il secondo e ultimo album studio del gruppo punk statunitense Dead Boys. Fu pubblicato nel giugno del 1978 dalla Sire Records.

## Il disco
La produzione dell'album venne funestata dai dissidi artistici tra la band e il produttore Felix Pappalardi. Al gruppo non piacevano gli arrangiamenti "troppo morbidi" che Pappalardi aveva dato ai brani per cercare di renderli maggiormente commerciali, smorzando la loro carica rabbiosa. La band quindi cercò di portare James Williamson degli Stooges per cercare di salvare il materiale, ma senza riuscirvi. Complice anche il grave ferimento del batterista del gruppo Johnny Blitz avvenuto in una rissa di strada, poco tempo dopo la band si sciolse.

## Tracce
1. 3rd Generation Nation – 2:35 (Stiv Bators)
2. I Won't Look Back – 5:03 (Jimmy Zero)
3. (I Don't Wanna Be No) Catholic Boy – 2:42 (Stiv Bators)
4. Flame Thrower Love – 2:03 (Stiv Bators, Jimmy Zero)
5. Son of Sam – 4:11 (Jimmy Zero)
6. Tell Me – 2:37 (Mick Jagger, Keith Richards)
7. Big City – 3:03 (Fowley - Steven T.)
8. Calling on You – 3:29 (Bators, Cheetah Chrome, Zero)
9. Dead and Alive – 1:48 (Bators, Chrome)
10. Ain't It Fun – 4:34 (Chrome, Peter Laughner)

## Formazione[2]
- Stiv Bators - voce
- Jimmy Zero - chitarra e voce d'accompagnamento
- Johnny Blitz - batteria
- Cheetah Chrome - chitarra e voce d'accompagnamento
- Jeff Magnum - basso
- Felix Pappalardi - voce d'accompagnamento
- Dee Dee Ramone - voce d'accompagnamento
- Joey Ramone - voce d'accompagnamento

## Cover
- Il gruppo punk Electric Frankenstein ha realizzato una cover di 3d Generation Nation nell'album Annie's Grave[3].
- I Guns N' Roses hanno realizzato una cover di Ain't It Fun nel loro cover album The Spaghetti Incident?[4].